# 桑田佳祐のオールナイトニッポン
桑田佳祐のオールナイトニッポン（くわたけいすけのオールナイトニッポン）は、ニッポン放送でかつて放送していたオールナイトニッポンの番組。パーソナリティーは、桑田佳祐。

## 概要・エピソード

### 木曜1部時代
当時はすぐ後の2部が明石家さんま（1979年10月から）だったこともあって、さんまを本番組に出演させるなどして、アミダばばあ（『オレたちひょうきん族』のキャラクター）のテーマ曲『アミダばばあの唄』の作詞・作曲・プロデュースを桑田が手掛けるなど後々の親交につながっていった。
この当時（1979年秋）に山下達郎がゲスト出演し桑田と初めて共演。これがきっかけで交流が始まり、後に原由子・竹内まりやを交えた家族ぐるみの付き合いに発展している。
同じサザンオールスターズのメンバーが毎週のようにゲストに入っていた。
桑田が尊敬するジョン・レノンが長野県軽井沢町に滞在しているという情報をリスナーから得たことから、実際にこの番組を通じて会いに行こうとしたこともあった。
1980年5月には、当時発表したアルバム『TOUCH』のプロモーションを兼ねて松田優作がゲスト出演した。2021年の桑田の著書にはこの際のエピソードが掲載されている。
1980年6月に一度本番組が終了。その木曜1部での最終回はサザンオールスターズの他のメンバーも集まってスタジオライブを行い、当時直後の2部のパーソナリティのさんまもセッションに加わり『いとしのエリー』を一緒に歌った。その後は同じサザンオールスターズの関口和之との番組『桑田君と関口クン』（1981年1月 - 1981年9月　月曜日 - 金曜日24:00 - 24:10）、『桑田佳祐のゼロックス・ポッピン・ポップス』（1980年10月 - 1981年3月　水曜日 20:00 - 21:00）、『桑田佳祐と○○○○のなんでもスルー・ザ・ナイト』（1981年10月 - 1982年3月　水曜日 20:00 - 21:00）、『桑田佳祐のミスターポップス!』（1982年4月 - 1983年9月）と同じくニッポン放送でレギュラーパーソナリティを務め続けた後、1984年1月に約3年6か月ぶりに火曜1部でオールナイトニッポンに復帰する。

### 火曜1部時代
火曜1部で復帰後は、サザンオールスターズも全国ツアーのスケジュールなどが多く入るようになったことで、2回に1回の割合と言われるほど地方局からの生放送が増えた。そしてその地方の名物をリスナーにプレゼントする企画も多くなった。
青山学院大学の後輩で後にサザン及び桑田のサポートメンバーになる斎藤誠が度々ゲスト出演し、カーリー・サイモン「うつろな愛」やニコレット・ラーソン「溢れる愛」などの双方が気に入った洋楽を桑田とデュエットした。
1985年2月27日には特別企画「バースデイスペシャルライブ ～時間を止めてしまいたい　男・桑田佳祐23＋6歳～」を、リスナーの中から招待された観客を入れて生放送で開催。桑田佳祐と関口和之、松田弘、野沢秀行のサザンオールスターズのメンバーのほか、矢口博康、今野多久郎、河内淳一が番組中で『センズリッターズ』を組んで演奏を担当、ゲストにはタモリ（紺のスカートに赤い靴という格好で登場。『Georgia On My Mind』をセッション）、山下久美子（『砂に消えた涙』『You are the sunshine of my life』を歌唱）、小林克也（『You May Be Right』『Don't Be Cruel』を歌唱）、石橋凌（『Stand By Me』『You've Got To Hide Your Love Way』を歌唱）を迎えた他、桑田が大ファンの藤波辰巳がバースデーケーキを持って駆けつけ、番組中で明石家さんまからのメッセージも紹介された。この他鮎川誠が『A Hard Days Night』『When A Man Loves A Woman』に、BOWWOWの山本恭司が『Smoke On The Water』の各曲の演奏にそれぞれ参加、そしてこの日の本番組は「お休み」と決め込んでいた原由子も結局出演した。 そしてこのライブは午前3時が過ぎても終わらなかったため、当日の白井貴子のオールナイトニッポンにも延長する形でこの企画の生放送が行われ、白井貴子も桑田と共演する形で出演した。

## 放送時間
- レギュラー放送時代
  - 1979年4月5日～1980年6月27日　木曜1部 木曜25:00～27:00
  - 1984年1月24日～1985年10月8日　火曜1部 火曜25:00～27:00
- スペシャル放送
  - 2004年7月15日　25:00～27:00
  - 2008年3月11日　25:00～27:00（サブタイトルは「有楽町で逢いましょう」）

## レギュラー放送時にあったコーナー
金太負けるな
木曜1部時代。当時、裏番組にツイストのふとがね金太がパーソナリティの『セイ!ヤング』（文化放送）があり、これを意識して設けられたコーナー。ハガキの内容も茶化しや揶揄が主だった。コーナータイトルはつボイノリオの曲『金太の大冒険』の歌詞の一節から。
ありそうでないものコーナー
木曜1部時代。コーナー名通り「ありそうでないもの」や「できそうでできないこと」などのネタを募集。
マナのドスこい
歌手のマナが原由子と一緒に、女性同士ならではの、少々お色気寄りのトークをするコーナー。